# Kelly Macdonald
Kelly Macdonald (født 23. februar 1976) er en skotsk skuespillerinde, som blandt andet har vundet en Emmy i kategorien Bedste kvindelige birolle.

## Tidlige år
Macdonald blev født i Glasgow i Skotland. Hendes mor arbejdede i en tøjbutik. Hendes forældre blev skilt, da hun var ung. Hun og hendes lillebror blev opdraget af hendes mor i byen Newton Mearns, omkring en mil sydvest for Glasgow. Familien flyttede ofte, da hun var barn, fordi de var fattige.
Macdonald forlod hjemmet, da hun var 17 år gammel. Hun læste kurser i skole, mens hun boede sammen med en ven i Glasgow. Men snart afsluttede hun sine studier. Macdonald viste interesse i at komme ind på en dramauddannelse, men hun søgte aldrig på grund af frygt for ikke at passe ind på grund af sin generthed.

## Karriere
Macdonald begyndte sin karriere ved at arbejde i en bar. Hun så en brochure, der reklamerede for de åbne auditions til filmen Trainspotting. Hun fik rollen som Dianne, en mindreårig pige til Renton, spillet af Ewan McGregor.
Blandt de seneste roller kan det nævnes, at hun spillede en reporter i The Hitchhiker's Guide to the Galaxy, og en rolle som en skuespiller, der spillede Peter Pan i Finding Neverland. Hun havde også en stor rolle i Robert Altman's Gosford Park, hvor hun spillede jomfru.
På TV har hendes mest bemærkelsesværdige roller været i to BBC-dramaer, henholdsvis Paul Abbotts serie Den tredje kraft fra 2003 og Richard Curtis The Girl in the Café fra 2005. Begge serier blev instrueret af David Yates og med Bill Nighy i hovedrollen. For hendes rolle i The Girl in the Café blev Macdonald i 2006 nomineret til en Golden Globe og vandt en Emmy.
Macdonald havde hovedrollen som tjenestepigen Evangeline i filmen Nanny McPhee fra 2005, og A Cock and Bull Story, hvor hun spillede kæreste med alter ego til rollen spillet af Steve Coogan.
I 2007 spillede Macdonald med i Coen Brothers Oscar-vindende No Country for Old Men, hvor hun spillede hustru til filmens hovedperson. Macdonalds agent troede først, at den rolle ikke ville passe hende. Macdonald måtte kæmpe for at få rollen. Hendes vedholdenhed bar frugt, og hun blev nomineret til en BAFTA Award for bedste kvindelige birolle. I 2008 spillede hun Dr. Paige Marshall i filmen Choke.
Macdonald spillede også karakteren Margaret Schroeder i den kritikerroste amerikanske dramaserie Boardwalk Empire. Hun blev nomineret til en Golden Globe for rollen i 2010.

## Privatliv
I august 2003 blev Macdonald gift med bassist Dougie Payne, der spiller med i bandet Travis. Parret bor i London og har en søn, Freddie Peter Payne, født den 9. marts 2008.

### Film
| År   | Titel                                         | Rolle             | Noter               |
| ---- | --------------------------------------------- | ----------------- | ------------------- |
| 1996 | Trainspotting                                 | Diane Coulston    | Film debut          |
| 1996 | Dancing, Some Days                            | Sharon            | Short film          |
| 1996 | Stella Does Tricks                            | Stella McGuire    |                     |
| 1997 | Dead Eye Dick                                 | Wendy             | Short film          |
| 1998 | Cousin Bette                                  | Hortense Hulot    |                     |
| 1998 | Elizabeth                                     | Isabel Knollys    |                     |
| 1999 | Splendor                                      | Mike              |                     |
| 1999 | Entropy                                       | Pia               |                     |
| 1999 | The Loss of Sexual Innocence                  | Susan             |                     |
| 1999 | My Life So Far                                | Elspeth Pettigrew |                     |
| 1999 | Tube Tales                                    | Emma              | Segment: "Mr. Cool" |
| 2000 | Two Family House                              | Mary O'Neary      |                     |
| 2000 | House!                                        | Linda             |                     |
| 2000 | Some Voices                                   | Laura             |                     |
| 2001 | Strictly Sinatra                              | Irene             |                     |
| 2001 | Gosford Park                                  | Mary Maceachran   |                     |
| 2003 | Intermission                                  | Deirdre           |                     |
| 2004 | Finding Neverland                             | Peter Pan         |                     |
| 2005 | The Hitchhiker's Guide to the Galaxy          | Reporter Jin Jenz |                     |
| 2005 | All the Invisible Children                    | Jonathan's wife   | Segment: "Jonathan" |
| 2005 | Nanny McPhee                                  | Evangeline        |                     |
| 2005 | Lassie                                        | Jeanie            |                     |
| 2005 | A Cock and Bull Story                         | Jenny             |                     |
| 2007 | No Country for Old Men                        | Carla Jean Moss   |                     |
| 2008 | The Merry Gentleman                           | Kate Frazier      |                     |
| 2008 | Choke                                         | Paige Marshall    |                     |
| 2009 | In the Electric Mist                          | Kelly Drummond    |                     |
| 2011 | The Decoy Bride                               | Katie Nic Aodh    |                     |
| 2011 | Harry Potter and the Deathly Hallows – Part 2 | Helena Ravenclaw  |                     |
| 2012 | Brave                                         | Princess Merida   | Voice               |
| 2012 | Anna Karenina                                 | Dolly Oblonskaya  |                     |
| 2016 | Special Correspondents                        | Claire Maddox     |                     |
| 2016 | Swallows and Amazons                          | Mrs. Walker       |                     |
| 2016 | The Journey Is the Destination                | Duff              |                     |
| 2017 | T2 Trainspotting                              | Diane Coulston    |                     |
| 2017 | Goodbye Christopher Robin                     | Olive             |                     |
| 2018 | Puzzle                                        | Agnes             |                     |
| 2018 | Ralph Breaks the Internet                     | Princess Merida   | Voice               |
| 2018 | Holmes & Watson                               | Mrs. Hudson       |                     |
| 2019 | Dirt Music                                    | Georgie Jutland   |                     |
| 2021 | Operation Mincemeat                           | Jean Leslie       |                     |
| 2022 | I Came By                                     | Lizzie Nealey     |                     |
| 2022 | Typist Artist Pirate King                     | Sandra Panza      |                     |

### Tv
| År        | Titel                 | Rolle                       | Noter                          |
| --------- | --------------------- | --------------------------- | ------------------------------ |
| 1996      | Flowers of the Forest | Amy Ogilvie                 | Television film                |
| 2003      | Brush with Fate       | Aletta Pieters              | Television film                |
| 2003      | State of Play         | Della Smith                 | 6 episodes                     |
| 2005      | Alias                 | Kiera MacLaine/Meghan Keene | Episode: "Ice"                 |
| 2005      | The Girl in the Café  | Gina                        | Television film                |
| 2009      | Skellig               | Louise/Mum                  | Television film                |
| 2010–2014 | Boardwalk Empire      | Margaret Thompson           | 45 episodes                    |
| 2016      | Black Mirror          | DCI Karin Parke             | Episode: "Hated in the Nation" |
| 2017      | The Child in Time     | Julie                       | Television film                |
| 2019      | The Victim            | Anna Dean                   | Television miniseries          |
| 2019      | Giri/Haji             | DC Sarah Weitzmann          | Main role                      |
| 2019      | Urban Myths           | Princess Margaret           | Episode: "Mick and Margaret"   |
| 2020      | Truth Seekers         | Jojo74                      | 2 episodes                     |
| 2021      | Line of Duty          | DCI Joanne Davidson         | Main role, Series 6            |
| 2022      | Ten Percent           | Herself                     | Episode #1.1                   |

### Computerspil
| År   | Titel | Rolle  | Noter  |
| ---- | ----- | ------ | ------ |
| 2012 | Brave | Merida | Stemme |